# Petit Vampire (série télévisée)
Pour les bandes dessinées originales, voir Petit Vampire. Pour le film d’animation, voir Petit Vampire (film).
Petit Vampire est une série d'animation de Joann Sfar, basée sur ses bandes dessinées éponymes.

## Synopsis
Michel Douffon, un petit orphelin élevé par ses grands-parents, est l'ami de Fernand, un petit vampire. Un lien particulier les unit : Michel est, en effet, le seul humain ayant des rapports privilégiés avec la famille de Fernand. Leur amitié va leur permettre de vivre de bien drôles d'aventures. Cependant, ils doivent veiller à ce que les hommes ne découvrent pas l'existence de tous ces morts qui hantent les environs.

## Distribution
- Kévin Sommier : Michel
- Riad Sattouf : Petit Vampire et Claude
- Emmanuel Fouquet : le capitaine, Marguerite, Pépé
- Isabelle Laporte : Pandora, Sandrina, la maîtresse
- Vincent Azé : Ophtalmo et Chat Lomon
- Yann Pichon : Didier, Torvald, M. Montalembert, Douglas
- Philippe Roullier : Tonton Tepech, Finbar, capitaine Smith
- Danièle Hazan : Maman Tsipka
- Bernard Demory : Youyou
- Michel Tugot-Doris : le pacha
- Michel Vignaud, Marie Crapanzano : voix additionnelles

- Version originale
  - Studio d'enregistrement : TABB Productions
  - Direction artistique : Joann Sfar
  - Adaptation : Christian Brousselle[1]

## Épisodes
1. Petit Vampire et la Pistoche
2. L'Œuf et la Poule
3. Le Miroir falabraque
4. Le Démon Azazel
5. La Pêche à la tomate
6. Le Destin tragique de Napoléon
7. La Nuit des vendanges
8. Chez Claude
9. Petit Vampire va à l'école
10. Petit Vampire fait du kung fu !
11. Petit Vampire et la société protectrice des chiens
12. Docteur Marguerite
13. Petit Vampire et la soupe de caca
14. Le Bas de laine du capitaine
15. Le Régime de tonton Tepech
16. Madame Pandora fait des achats
17. La Dent de madame Pandora
18. La Répétite
19. L'Œil de Cyclope
20. Le Concert d'enfer
21. Les Tsipkas migrateurs
22. Le Matelot de nulle part
23. L'Opéra du capitaine
24. La Maison élastique
25. Le Gratauk
26. Les Poupées russes
27. La Colonie trop mortelle
28. Victime de la mode
29. Youyou
30. Sous le signe du capricorne
31. Le Cœur de la maîtresse
32. Les Spectres de Dragoulala
33. L'Anniversaire de Marguerite
34. Le Druide Finbar
35. La Transat fantôme
36. Les Petits Nuages
37. La Chasse au trésor
38. Cent mille et une nuits
39. Pas de repos pour les vivants
40. Une fille dans les nuages
41. L'Escargot d'ophtalmo
42. Duel à mort !
43. L'Appareil photo
44. Madame Chronos
45. La Saint Valentin
46. Le Dernier Dodo
47. Le Vaisseau fantôme
48. Les dents de crocodile
49. Le Mystère de la chaudière
50. Ypoporaticolukitutriku
51. Le Cadeau de pépé
52. L'Apocalypse selon Michel